# Bromus commutatus
Il forasacco allungato (Bromus commutatus Schrad., 1806) è una pianta angiosperma monocotiledone appartenente alla famiglia delle Poacee (o Gramineae, nom. cons.).

## Etimologia
Il nome generico (bromus) deriva dalla lingua greca ed è un nome antico per l'avena. L'epiteto specifico (commutatus) significa "modificato, cambiato", e normalmente indica una specie molto simile ad un'altra più nota.
Il nome scientifico della specie è stato definito dal botanico e micologo germanico Heinrich Adolf Schrader (1767 – 1836) nella pubblicazione "Flora Germanica auctore Henrico Adolpho Schrader" (Fl. Germ. 1: 353) del 1806.

## Descrizione

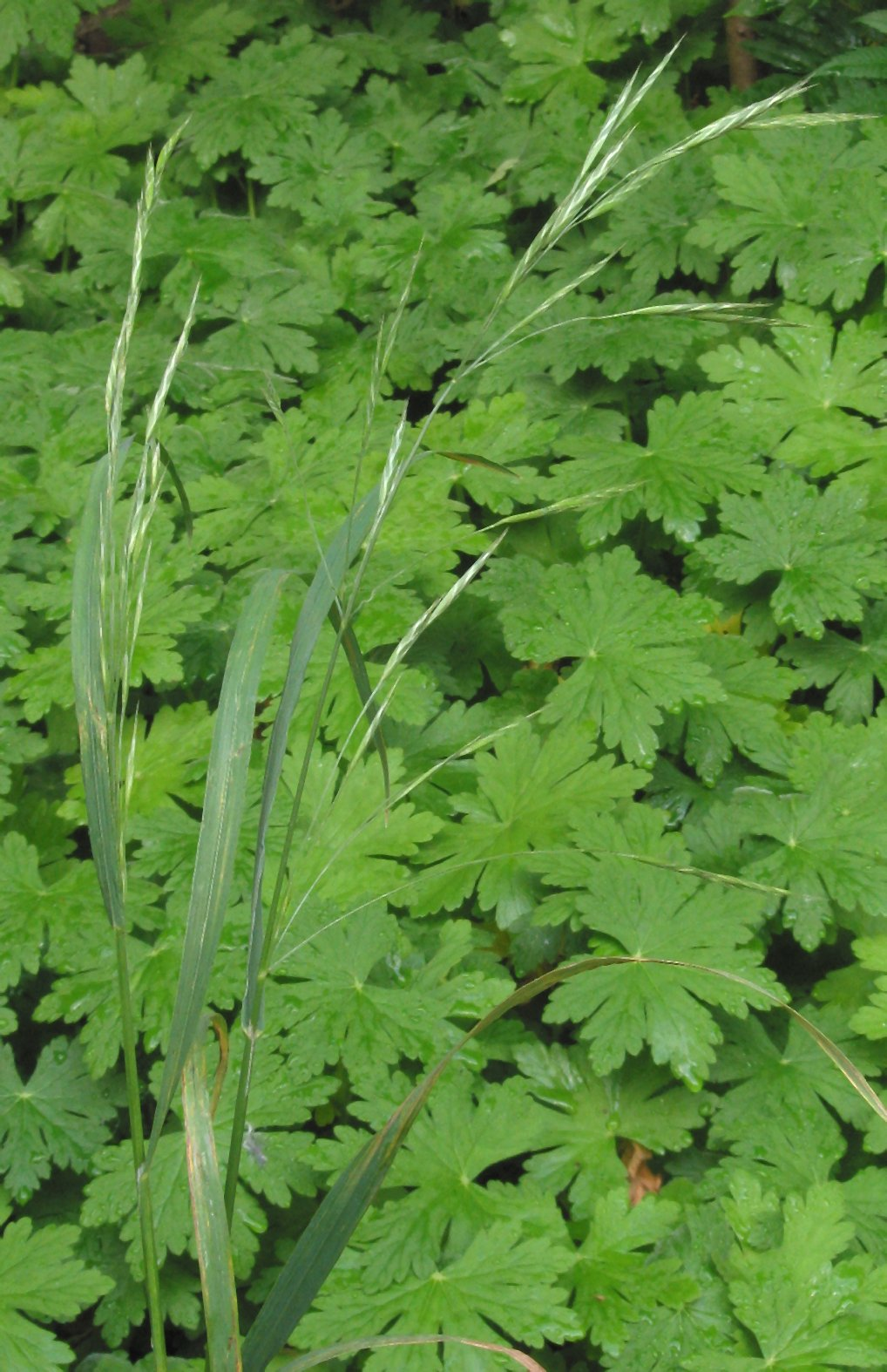
Il portamento

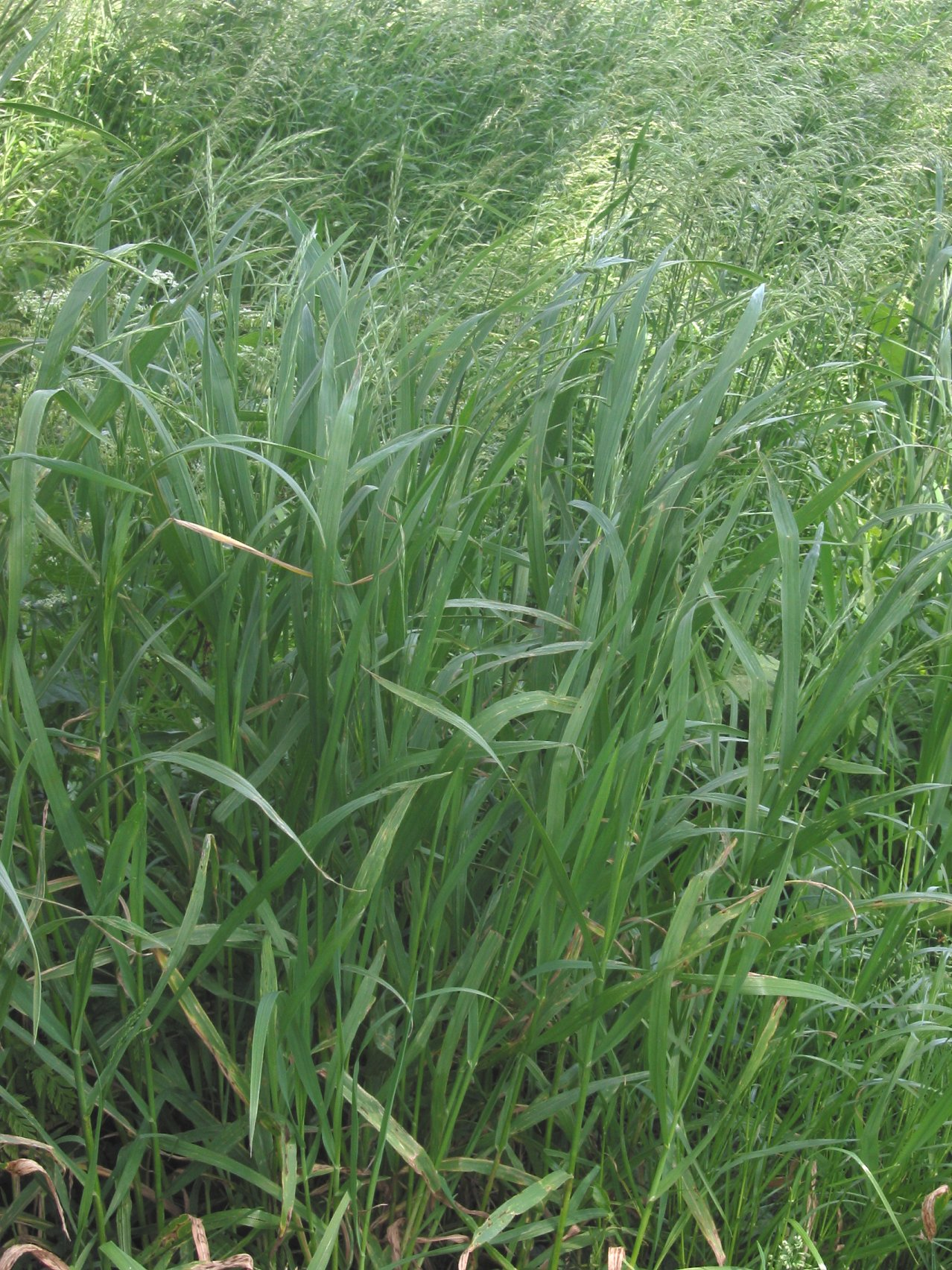
Le foglie

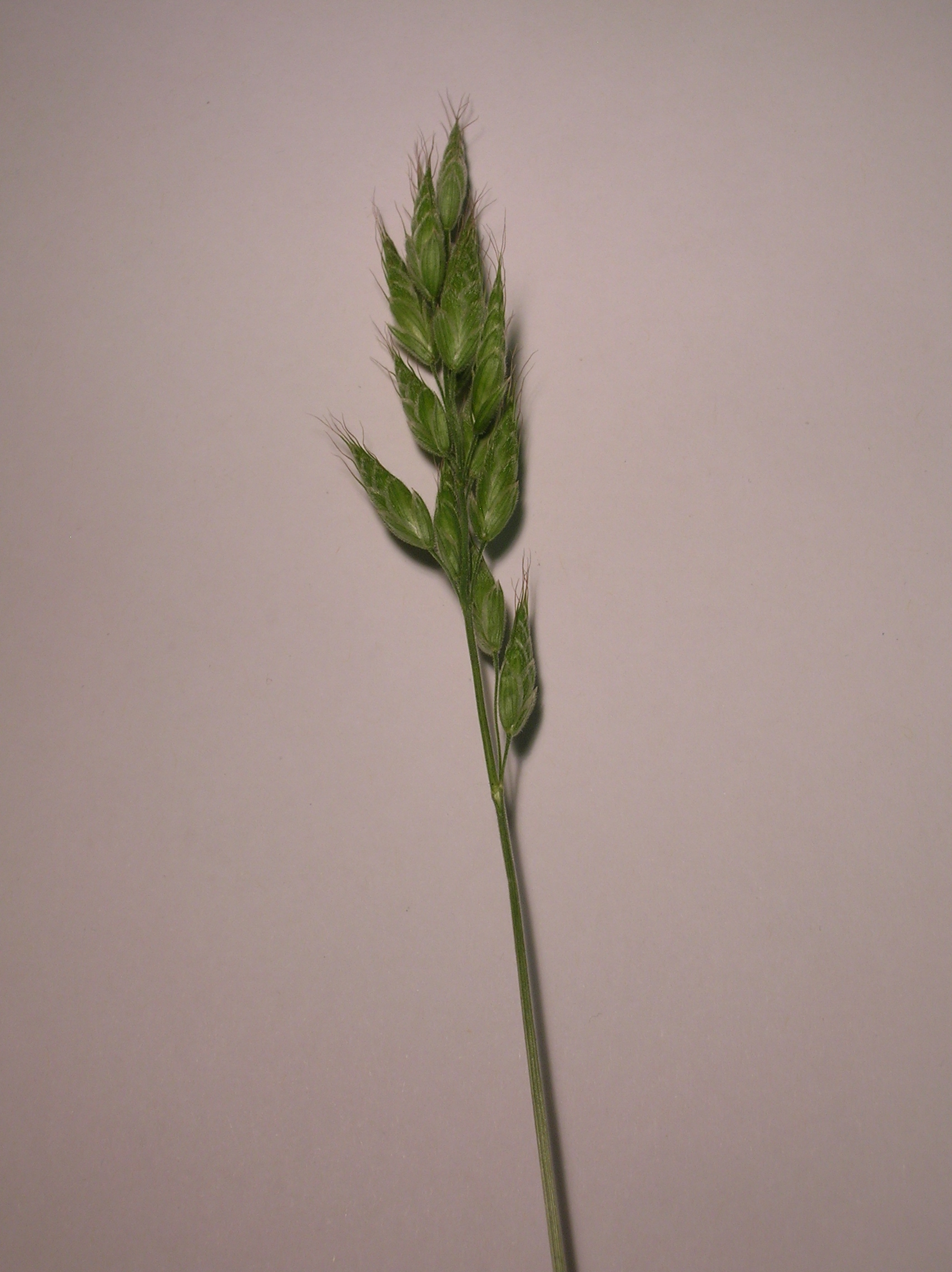
Infiorescenza

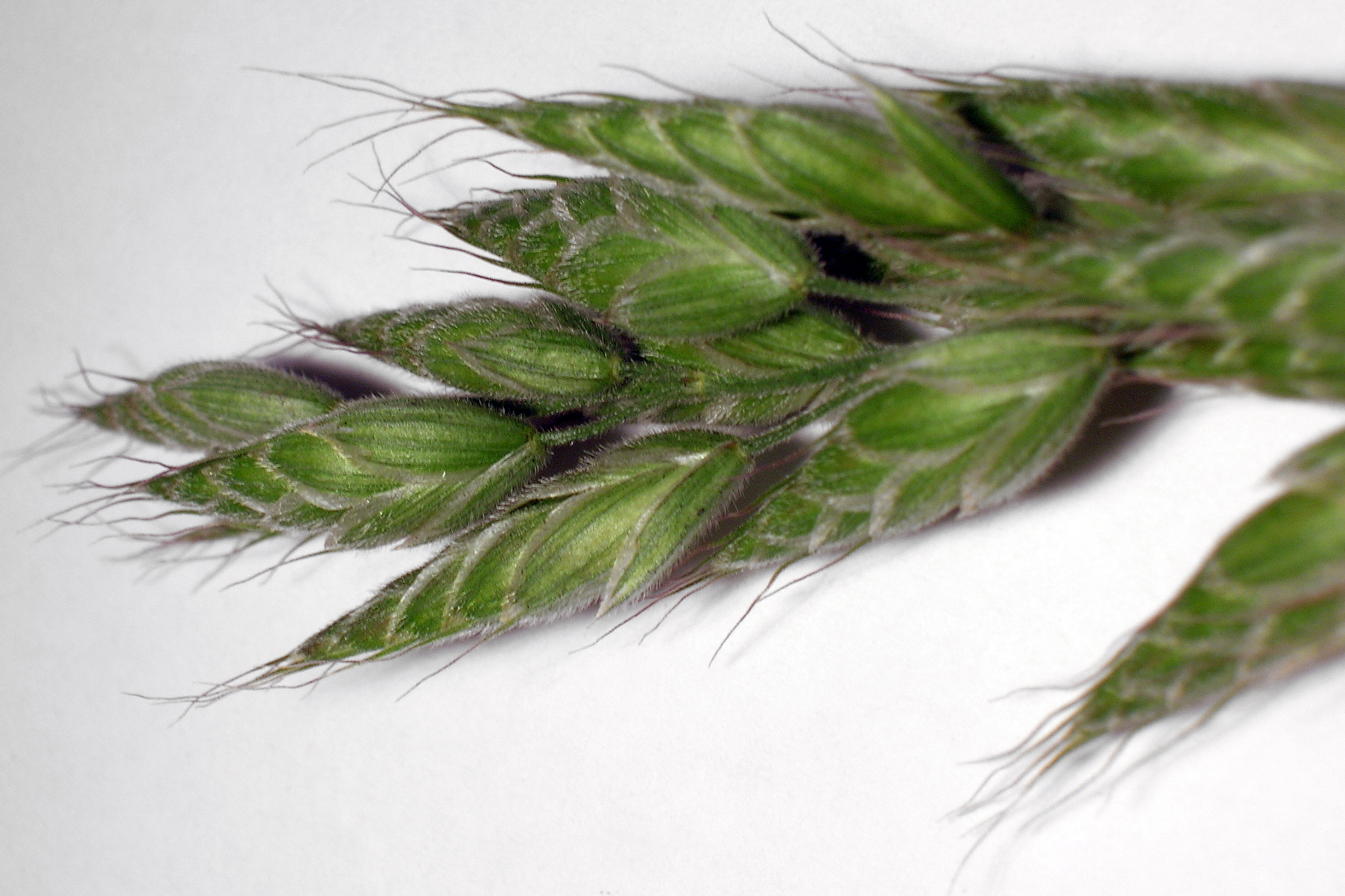
I fiori

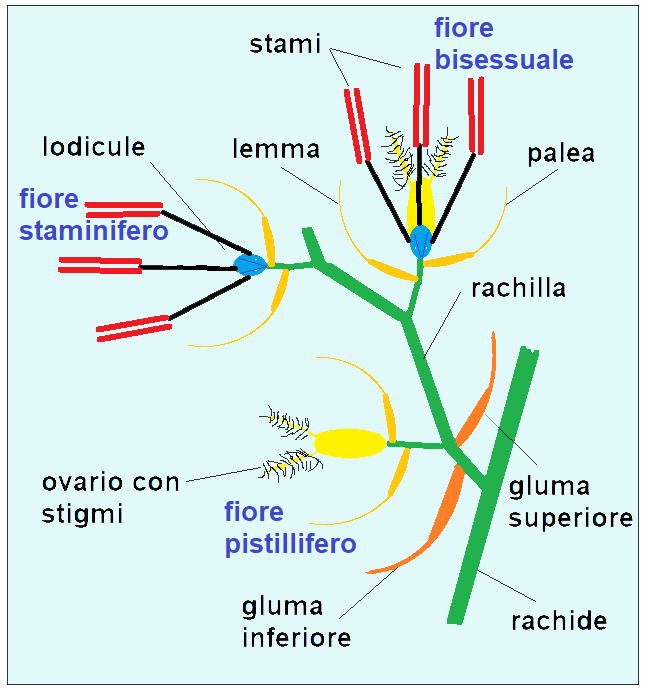
Spighetta generica con tre fiori diversi

Queste piante arrivano ad una altezza di 3 - 8 dm (massimo 150 cm). La forma biologica è terofita scaposa (T scap), ossia in generale sono piante erbacee che differiscono dalle altre forme biologiche poiché, essendo annuali, superano la stagione avversa sotto forma di seme e sono munite di asse fiorale eretto e spesso privo di foglie.

### Radici
Le radici sono per lo più fascicolate; a volte sono secondarie da rizoma.

### Fusto
I culmi sono cavi a sezione più o meno rotonda. Il portamento in genere è ascendente (o genicolato) e robusto. La superficie è sparsamente pubescente. I nodi sono 3 - 5 per fusto.

### Foglie
Le foglie lungo il culmo sono disposte in modo alterno, sono distiche e si originano dai vari nodi. Sono composte da una guaina, una ligula e una lamina. Le venature sono parallelinervie. Non sono presenti i pseudopiccioli e, nell'epidermide delle foglia, le papille.
- Guaina: la guaina è abbracciante il fusto e priva di auricole (o raramente auricolate); la superficie è pubescente-irta per forti setole patenti.
- Ligula: la ligula è membranosa e a volte cigliata. Lunghezza: 1 – 4 mm,
- Lamina: la lamina ha delle forme generalmente lineari e piatte. Dimensione delle foglie: larghezza 2 – 3 mm; lunghezza 10 – 30 cm.

### Infiorescenza
Infiorescenza principale (sinfiorescenza o semplicemente spiga): le infiorescenze, ascellari e terminali, in genere sono ramificate e sono formate da alcune spighette peduncolate (da 1 a 4 per ciascun ramo) ed hanno la forma di una pannocchia lineare piuttosto grande con apice incurvato (alla fine è contratta e più o meno unilaterale). I rami, scabri ed eretti, sono lunghi fino a 6 cm (gli inferiori sono riuniti a 2 - 3). La fillotassi dell'inflorescenza inizialmente è a due livelli, anche se le successive ramificazioni la fa apparire a spirale. Lunghezza della pannocchia: 16 cm.

### Spighetta
Infiorescenza secondaria (o spighetta): le spighette, lungamente pedicellate, compresse lateralmente, sottese da due brattee distiche e strettamente sovrapposte chiamate glume (inferiore e superiore), sono formate da 7 - 9 fiori. Possono essere presenti dei fiori sterili; in questo caso sono in posizione distale rispetto a quelli fertili. Alla base di ogni fiore sono presenti due brattee: la palea e il lemma. La disarticolazione avviene con la rottura della rachilla tra i fiori. Le spighette alla fruttificazione hanno un asse fragile. Lunghezza delle spighette: 15 – 18 mm.
- Glume: le glume, persistenti, con forme ovate, sono più corte delle spighette e sono disuguali con rispettivamente 3 - 5 e 7 - 9 nervature. Lunghezza delle glume: inferiore 6 mm; superiore 9 mm.
- Palea: la palea è un profillo con alcune venature; è cigliata o dentellata sui bordi.
- Lemma: i lemmi hanno delle forme ovato-lanceolate; gli apici, nettamente bidentati, hanno una resta lunga come il lemma stesso (la resta nei fiori inferiori è abbreviata). I bordi del lemma formano un angolo ottuso. Lunghezza del lemma 10 mm.

### Fiori
I fiori fertili sono attinomorfi formati da 3 verticilli: perianzio ridotto, androceo  e gineceo.
- Formula fiorale:[7]

*, P 2, A (1-)3(-6), G (2–3) supero, cariosside.
- Il perianzio è ridotto e formato da due lodicule, delle squame traslucide, poco visibili (forse relitto di un verticillo di 3 sepali). Le lodicule sono membranose e non vascolarizzate.
- L'androceo è composto da 3 stami ognuno con un breve filamento libero, una antera sagittata e due teche. Le antere sono basifisse con deiscenza laterale e sono lunghe 1,5 – 2 mm. Il polline è monoporato.
- Il gineceo è composto da 3-(2) carpelli connati formanti un ovario supero. L'ovario, pubescente all'apice, ha un solo loculo con un solo ovulo subapicale (o quasi basale). L'ovulo è anfitropo e semianatropo e tenuinucellato o crassinucellato. Lo stilo, che si origina dal lato abassiale dell'ovario, è breve con due stigmi papillosi e distinti.

### Frutti
I frutti sono del tipo cariosside, ossia sono dei piccoli chicchi indeiscenti colorati di marrone scuro, con forme ovoidali, nei quali il pericarpo è formato da una sottile parete che circonda il singolo seme. In particolare il pericarpo è fuso al seme ed è aderente. L'endocarpo non è indurito e l'ilo è lungo e lineare. L'embrione è piccolo e provvisto di epiblasto ha un solo cotiledone altamente modificato (scutello senza fessura) in posizione laterale. I margini embrionali della foglia non si sovrappongono. I cariossidi alla fruttificazione sono sottili.

## Biologia
Come gran parte delle Poaceae, le specie di questo genere si riproducono per impollinazione anemogama. Gli stigmi più o meno piumosi sono una caratteristica importante per catturare meglio il polline aereo.
La dispersione dei semi avviene inizialmente a opera del vento (dispersione anemocora) e una volta giunti a terra grazie all'azione di insetti come le formiche (mirmecoria). In particolare i frutti di queste erbe possono sopravvivere al passaggio attraverso le budella dei mammiferi e possono essere trovati a germogliare nello sterco.

## Tassonomia
La famiglia delle Poacee comprende circa 800 generi e oltre 9.000 specie. È una delle famiglie più numerose e più importanti del gruppo delle monocotiledoni. La famiglia è suddivisa in 12 sottofamiglie, il genere Bromus fa parte della sottofamiglia Pooideae ed è l'unico genere della tribù Bromeae.

### Filogenesi
La tribù Bromeae fa parte della supertribù Triticodae T.D. Macfarl. & L. Watson, 1982. La supertribù Triticodae comprende tre tribù: Littledaleeae, Hordeeae e Bromeae. All'interno della supertribù, la tribù Bromeae forma un "gruppo fratello" con la tribù Hordeeae.
I Bromus della flora spontanea italiana sono suddivisi in tre gruppi distinti: Festucaria G. et G., Anisantha Koch e Bromus s.s. La specie di questa voce appartiene al gruppo Bromus s.s. Il ciclo biologico delle piante di questo gruppo è annuo con un aspetto molto diverso dalle specie del genere Festuca. A maturità le spighette si restringono all'apice ed hanno delle reste caratteristiche (allargate). Le nervature delle due glume (con forme ovate lunghe 3,5 – 9 mm) sono diverse: quella inferiore ha 3 nervature; quella superiore è 7 - 9 nervature. La resta dei lemmi (con forme ovato-lanceolate) è dorsale.
Il numero cromosomico delle specie B. commutatus è: 2n = 14 e 28.

### Variabilità
La specie di questa voce è variabile. Qui di seguito sono indicate alcune sottospecie (non sempre riconosciute valide da altre checklist).

#### Sottospeciecommutatus

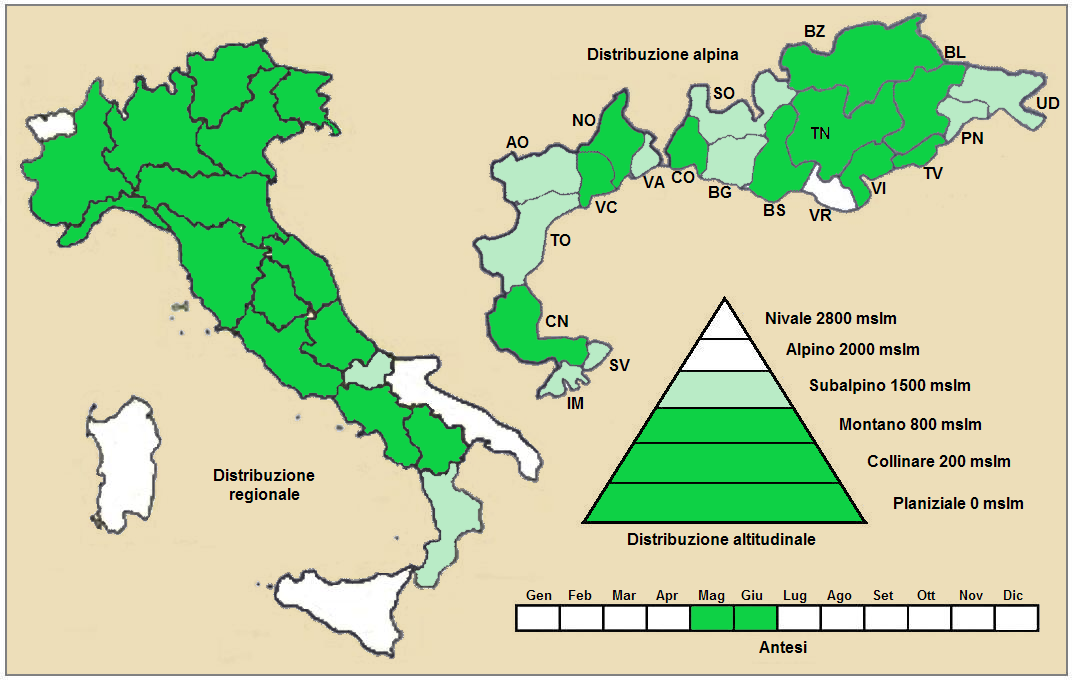
Distribuzione della sottospecie commutatus
(Distribuzione regionale – Distribuzione alpina)

- Nome scientifico: Bromus commutatus subsp. commutatus
- Descrizione: vedere la descrizione generale (è il tipo più comune).
- Fioritura: da maggio a giugno.
- Geoelemento: il tipo corologico (area di origine) è Europeo.
- Distribuzione: in Italia è una specie rara ma presente su tutta la parte continentale. Nelle Alpi è presente ma con discontinuità. Sugli altri rilievi europei collegati alle Alpi si trova nella Foresta Nera, Massiccio del Giura, Massiccio Centrale, Pirenei, Monti Balcani e Carpazi.[19] Nel resto dell'Europa e dell'areale del Mediterraneo questa specie si trova in Europa (ovunque), in Transcaucasia, Anatolia e Magreb.[20] Fuori dall'Europa si trova più o meno ovunque.[12]
- Habitat: gli habitat tipici per questa pianta sono gli incolti, i campi a riposo e i bordi delle vie. Il substrato preferito è calcareo ma anche siliceo con pH neutro, medi valori nutrizionali del terreno che deve essere secco.[19]
- Distribuzione altitudinale: sui rilievi queste piante si possono trovare fino a 1.500 m s.l.m.; nelle Alpi frequentano quindi i seguenti piani vegetazionali: collinare, montano e in parte quello subalpino (oltre a quello planiziale – a livello del mare).
- Fitosociologia: dal punto di vista fitosociologico alpino Bromus commutatus appartiene alla seguente comunità vegetale:[19]
  - Formazione: delle comunità delle macro- e megaforbie terrestri
    - Classe: Molinio-Arrhenatheretea
      - Ordine: Arrhenatheretalia elatioris

#### Sottospecieneglectus
- Nome scientifico: Bromus commutatus subsp. neglectus (Parl.) P.M.Sm., 1978
- Basionimo: Serrafalcus neglectus Parl.[21]
- Nome comune: forasacco ispido.
- Descrizione: l'altezza varia da 5 a 8 dm; le guaine sono striate e bianco-tomentose; la ligula è più lunga; la pannocchia è ampia con rami densamente pubescenti (alla fruttificazione sono pendenti); le glume e i lemmi sono densamente bianco-pubescenti; la palea è dentellata sul bordo.
- Fioritura: da maggio a luglio.
- Geoelemento: il tipo corologico (area di origine) è Steno-Mediterraneo.
- Distribuzione: in Italia è una specie rara e si trova solamente al Sud; si trova anche in Grecia.[21]
- Habitat: gli habitat tipici per questa pianta sono i prati ombrosi e i cespuglieti.
- Distribuzione altitudinale: sui rilievi queste piante si possono trovare fino a 800 m s.l.m..

#### Sottospeciedecipiens
- Nome scientifico: Bromus commutatus subsp. decipiens (Bomble & H. Scholz) H. Scholz, 2003[22]
- Distribuzione: Europa (centrale), Grecia, Transcaucasia e Israele.

### Specie simili
Una specie simile a quella di questa voce è Bromus racemosus L., 1753, ma di dimensioni minori (3 - 7 dm di altezza), con la pannocchia più piccola (5 – 10 cm) e antere più grandi (2 - 2,5 mm).

### Sinonimi
Questa entità ha avuto nel tempo diverse nomenclature. L'elenco seguente indica alcuni tra i sinonimi più frequenti:
- Brachypodium commutatum (Schrad.) P.Beauv.
- Bromus agrarius Dumort.
- Bromus agrarius subsp. diffusus (Dumort.) K.Richt.
- Bromus agrarius  var. diffusus (Dumort.) K. Richt.
- Bromus agrarius  var. diffusus Dumort.
- Bromus commutatus  var. apricorum Simonk.
- Bromus commutatus  var. commutatus
- Bromus commutatus f. depauperatus Prodán
- Bromus commutatus  var. gyorffyi Pénzes
- Bromus commutatus  var. lanceolatus G.Mey.
- Bromus commutatus  var. macrostachys Podp.
- Bromus commutatus  var. minor Bluff & Nees
- Bromus commutatus  var. multiflorus Parn.
- Bromus commutatus  var. neglectus (Parl.) Hausskn.
- Bromus commutatus  var. pubens H.C.Watson
- Bromus commutatus subsp. scabratus (Link) K.Richt.
- Bromus commutatus  var. scabratus (Link) K. Richt.
- Bromus commutatus  var. villosus Trab.
- Bromus commutatus  var. violaceus Podp.
- Bromus diffusus Dumort.
- Bromus gaudinii Roem. & Schult.
- Bromus hordeaceus  var. commutatus (Schrad.) Fiori
- Bromus hordeaceus  var. pratensis (F.W.Schultz) Fiori
- Bromus japonicus f. diffusus (Dumort.) Soó
- Bromus mollis  var. commutatus (Schrad.) Sanio
- Bromus multiflorus Host
- Bromus mutabilis  var. commutatus (Schrad.) F.W.Schultz
- Bromus mutabilis  var. pratensis F.W.Schultz
- Bromus pendulinus Desf. ex Steud. [Invalid]
- Bromus pratensis Hoffm.
- Bromus pratensis  var. apricorum (Simonk.) Druce
- Bromus pratensis  var. multiflorus (Parn.) Druce
- Bromus racemosus subsp. commutatus (Schrad.) Maire & Weiller
- Bromus racemosus  var. commutatus (Schrad.) Coss. & Durieu
- Bromus racemosus subsp. commutatus (Schrad.) Tourlet
- Bromus racemosus  var. glabriglumis Maire & Weiller
- Bromus racemosus  var. villosus (Batt. & Trab.) Maire & Weiller
- Bromus scabratus Link
- Bromus secalinus subsp. commutatus (Schrad.) Lloret
- Bromus secalinus  var. gladewitzii Farw.
- Bromus simplex Pers.
- Bromus squarrosus subsp. commutatus (Schrad.) Maire & Weiller
- Bromus tzvelevii Mussajev
- Forasaccus commutatus (Schrad.) Bubani
- Serrafalcus commutatus (Schrad.) Bab.
- Serrafalcus racemosus subsp. commutatus (Schrad.) Rouy
- Serrafalcus racemosus  var. commutatus (Schrad.) Husn.

#### Sinonimi della sottospecieneglectus
- Bromus neglectus (Parl.) Nyman
- Serrafalcus neglectus Parl.